# 拉吉斯拉夫·卡恰尼
拉吉斯拉夫·卡恰尼（1931年4月1日—2018年2月5日），斯洛伐克男子足球运动员，司职前锋。他曾代表捷克斯洛伐克国家队参加1954年国际足联世界杯，结果队伍止步小组赛阶段。